# Schloss Admontbichl

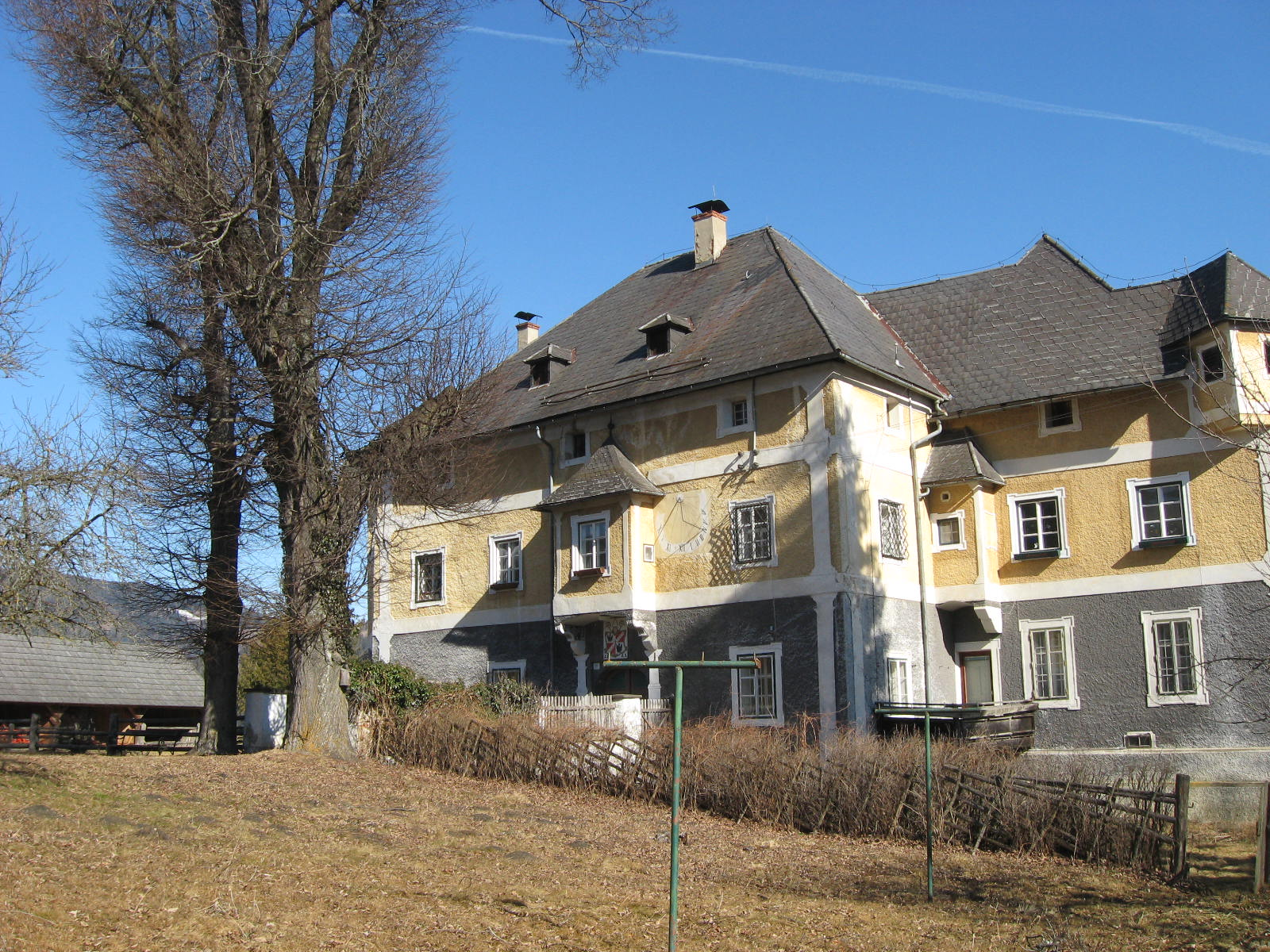
Das Schloss im März 2012

Schloss Admontbichl liegt in der Marktgemeinde Obdach in der Steiermark. Seine Geschichte reicht bis in das 14. Jahrhundert zurück. Sein heutiges Erscheinungsbild stammt aus dem 17. Jahrhundert. Seit 2012 gehört es dem österreichischen Unternehmer Dietrich Mateschitz.

## Standort
Schloss Admontbichl steht im Ortsteil Rötsch der Katastralgemeinde Granitzen in Obdach auf einer bewaldeten Anhöhe. Es hat die Adresse Rötsch 16.

## Geschichte
Im Jahr 1367 erwarb das Stift Admont den Mereinhof zu Pichl, das heutige Schloss Admontbichl. Es diente als Verwaltungssitz für die umliegenden Besitztümer des Stiftes. Und es wurde befestigt, um der Bevölkerung bei Gefahr als Zuflucht zu dienen. Zur Grundherrschaft des Anwesens gehörten weitreichende Waldgebiete, in denen Holzkohle produziert wurde. Die wurde an Hüttenwerke in Kärnten geliefert. Im 15. und 16. Jahrhundert traten vor allem die Kainacher, die Gallenberger, die Familie Zach sowie die Familie Goltschän als Verwalter oder Pächter auf.
Unter Daniel Ritter von Gallenberg wurde das Anwesen ab 1530 im Auftrag des Stiftes Admont zu seinem heutigen Umfang ausgebaut. Damals entstanden die heutige Kapelle sowie eine vorgelagerte Bastei. Um den Ausbau zu finanzieren, belastete Gallenberg seine Untertanen über Gebühr und erhöhte die Getreideabgaben willkürlich, was ihm den Ruf eines Bauernschinders einbrachte. Als Baumeister und Steinmetze, die am Bau mitwirkten, sind Hans de la Porta, Bernard de Novo sowie Meister Thomas Püchler überliefert. Die Wandgemälde im Sommerhaus stammen von Veit von Seckau. Im Jahr 1599 kam es zu einem Ortsbrand in Obdach. Deshalb wurde zu Beginn des 17. Jahrhunderts das Landgericht nach Admontbichl verlegt. In der Zeit um 1662 wurde das Schloss „modernisiert“. 1748 kam es zu einem Feuer, welches schwere Verwüstungen anrichtete und unter anderem die zwei runden Ecktürme im Nordtrakt zerstörte.
Bis ins Jahr 2012 gehörte das Schloss dem Stift Admont, welches darin eine Forstverwaltung untergebracht hatte. Seither ist es im Besitz von Dietrich Mateschitz.

## Architektur
Das im Stil der Renaissance gestaltete Schloss ist ein dreigeschoßiger, stark gegliederter Bau mit einem runden Eckturm. Es wird von einigen Wirtschaftsgebäuden umgeben. Das Gebäude besteht aus mehreren Trakten, welche einen kleinen, rechteckigen Innenhof mit einem 1639 gegrabenen Ziehbrunnen umschließen. Das Erdgeschoß des Osttraktes hat vorgelagerte Rundpfeilerarkaden, das Obergeschoß schlankere Säulenarkaden. Auch der erste Stock des Südtraktes weist Säulenarkaden auf. Im Inneren des Südtraktes befindet sich der quadratische Gerichtssaal. Die äußeren Fassaden des Schlosses werden durch breite, horizontale und vertikale  Putzbänder gegliedert. Über dem einfachen Rundbogentor befindet sich ein Erker mit einem Zeltdach. Neben dem Erker ist eine Sonnenuhr angebracht. Die Durchfahrt wird von einem einfachen Stichkappengewölbe überspannt.
Von den einstigen Wehranlagen sind nur mehr Reste der Ringmauer sowie Teile eines gemauerten Grabens erhalten.